# 제13회 아카데미상
제13회 아카데미상은 1941년 2월 27일에 미국 캘리포니아주 로스앤젤레스에 있는 빌트모어 호텔에서 열렸다. 《레베카》가 작품상을 수상하였으며 남우주연상은 제임스 스튜어트, 여우주연상은 진저 로저스가 수상하였다.

## 수상 내역
굵은 글씨로 되어있는 작품은 수상한 작품이다.

### 작품상
- 레베카 - 데이비드 O. 셀즈닉 수상
- 머나먼 항해 - 존 포드
- 키티 포일 - 데이비드 헴프스테드
- 분노의 포도 - 대릴 F. 재넉
- 올 디스, 엔 헤븐 투 - 잭 L. 워너
- 필라델피아 스토리 - 조지프 L. 맹키위츠
- 해외 특파원 - 월터 와그너
- 편지 - 핼 B. 월리스
- 위대한 독재자 - 찰리 채플린
- 우리 읍네 - 솔 레서

### 남우주연상
- 제임스 스튜어트 - 필라델피아 스토리 수상
- 찰리 채플린 - 위대한 독재자
- 헨리 폰다 - 분노의 포도
- 로런스 올리비에 - 레베카
- 레이먼드 러시 - 일리노이의 에이브 링컨

### 여우주연상
- 진저 로저스 - 키티 포일 수상
- 캐서린 헵번 - 필라델피아 스토리
- 베티 데이비스 - 편지
- 조앤 폰테인 - 레베카
- 마샤 스콧 - 우리 읍네

### 감독상
- 존 포드 - 분노의 포도 수상
- 앨프리드 히치콕 - 레베카
- 샘 우드 - 키티 포일
- 윌리엄 와일러 - 편지
- 조지 큐커 - 필라델피아 스토리